# Граф Ранфьорлі

Герб графів Ранфьорлі.

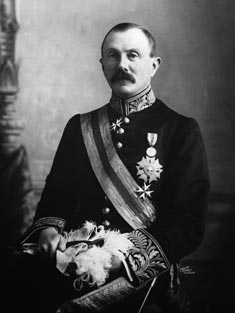
Ашер Джон Марк Нокс (1856 – 1933) – V граф Ранфьорлі.

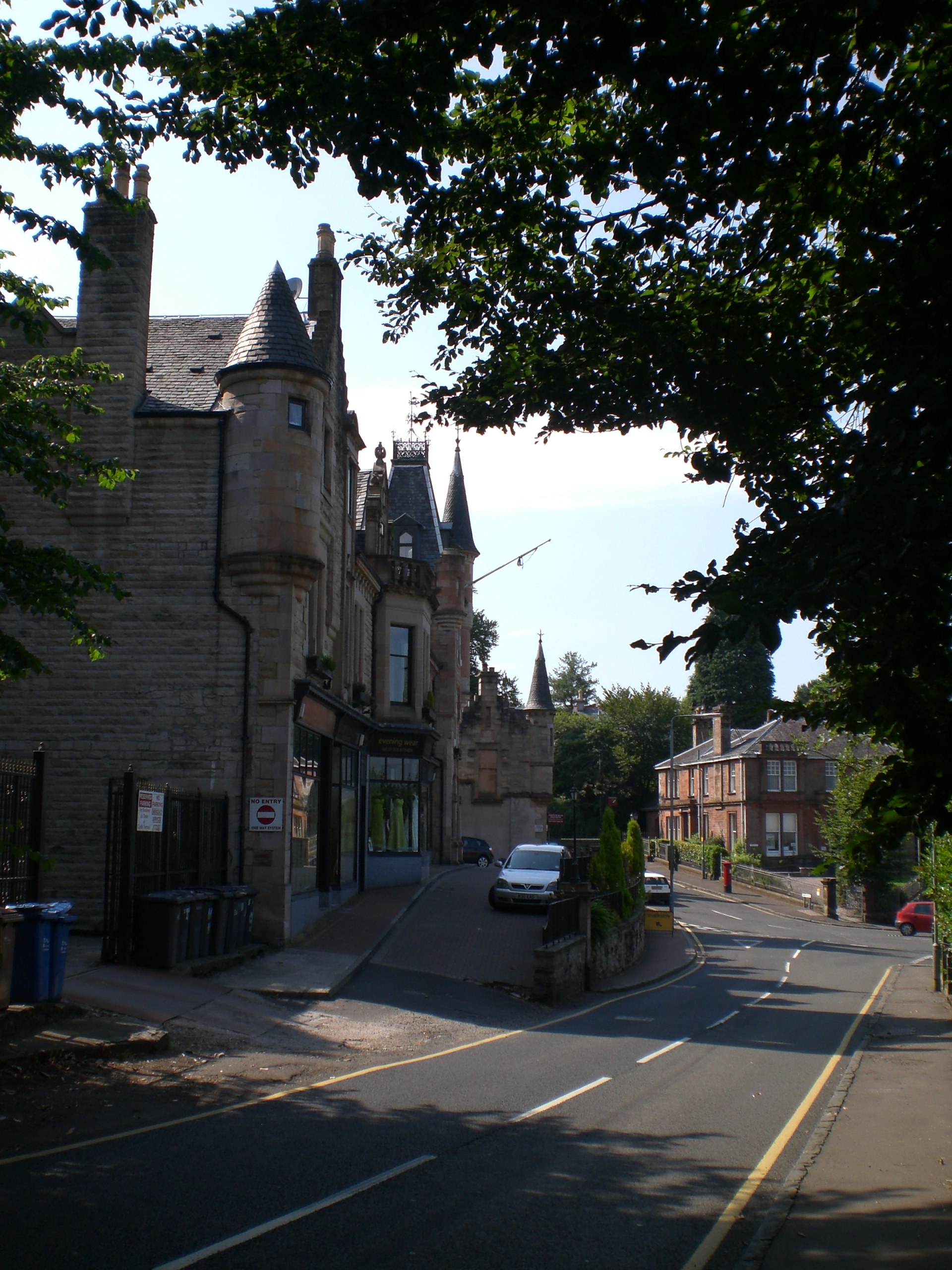
Замок Терейс в Ранфьорлі.

Граф Ранфьорлі (англ. - Earl of Ranfurly) – аристократичний титул в перстві Ірландії. 

## Гасло графів Ранфьорлі
Moveo et proficio – «Я рухаюсь і прогресую» (лат.)

## Історія графів Ранфьорлі
Титул граф Ранфьорлі з Данганнону, що в графстві Тірон був створений в перстві Ірландії в 1831 році для Томаса Нокса – ІІ віконта Нортленд. Він був депутатом Палати громад парламенту і представляв графство Тірон. На той час він вже володів титулом барона Ранфьорлі з Рамфорлі в перстві Великої Британії з 1826 року. Томас Нокс був старшим сином Томаса Нокса, що був депутатом Палати громад парламенту Ірландії і представляв Данганнон. У 1781 році він отримав титул барона Веллес з Данганнона, що в графстві Тірон. У 1791 році він отримав титул віконта Нортленд з Данганнона, що в графстві Тірон. Обидва титули були в перстві Ірландії. Після проголошення Унії лорд Нортленд став депутатом Палати лордів Об’єднаного королівства Великої Британії та Ірландії як один з 28 лордів – представників Ірландії. Томас Нокс – І граф Ранфьорлі одружився зі своєю двоюрідною сестрою – Діаною Джейн – донькою Едмунда Пері – І віконта Пері та Елізабет Весі у 1785 році. Їхній другий син, Едмунд Нокс (1787 – 1867) був адміралом Британського Королівського флоту. Леді Ранфьорлі – Діана Джейн померла в листопаді 1839 року. Лорд Ранфьорлі пережив її лише на кілька місяців і помер у квітні 1840 року у віці 85 років. Його наступником у титулах став його старший син Томас. Серед його братів були єпископи Вільям Нокс та Едмунд Нокс, Джордж Нокс – депутат парламенту та архідиякон Чарльз Нокс.
Титул успадкував його син Томас Нокс, що став ІІ графом Ранфьорлі. Він був відомим політиком, депутатом парламенту від графства Тірон та Данганнону. Освіту здобув в коледжі Святого Джона в Кембріджі. Він був обраний депутатом парламенту як один з двох депутатів від графства Тірон і володів цим місцем в 1812 – 1818 роках. У 1818 – 1830 роках він був єдиним представником Данганнону в парламенті. У 1840 році він успадкував титул графа і став депутатом Палати лордів як барон Ранфьорлі. Він одружився з Мері Джуліаною Стюарт – донькою Високопреосвященного Вільяма Стюарта - архієпископа Арми у 1815 році. Мати Мері Джуліани - Софія Маргарет Пенн була дочкою Томаса Пенна - сина Вільяма Пенна, засновника Пенсільванії. У них було четверо синів і шість дочок. Він помер у березні 1858 року у віці 71 року. Леді Ранфьорлі померла в липні 1866 року.  
Титул успадкував його син Томакс Нокс, що став ІІІ графом Ранфьорлі. Він теж був депутатом парламенту і представляв Данганнон. Він здобув освіту в коледжі Святого Джона в Кембріджі. Він був депутатом парламенту в 1838 – 1851 роках. 10 жовтня 1848 року він одружився з Гаррієт Рімінгтон (26 листопада 1824 – 16 березня 1891) – дочкою Джеймса Рімінгтона. Він успадкував титул і став IV бароном  Веллс з Данганнону, графство Тірон 21 березня 1858 року, а також титул ІІІ графа Ранфьорлі, титул ІІІ барона Ранфьорлі, титул IV віконта Нортленд з Данганнону, графство Тірон. У нього та Гаррієт були діти: 
- Леді Агнес Генрієтта Сара Нокс (пом. 29 грудня 1921 р.)
- Томас Гранвіль Генрі Стюарт Нокс IV граф Ранфьорлі (28 липня 1849 р. - 10 травня 1875 р.)
- Ащер Джон Марк Нокс (14 серпня 1856 р. - 1 жовтня 1933) – V граф Ренферлі

Після його ранньої смерті в 1858 році (титулом він володів лише два місяці), титул успадкував його син Томас Гренвіль Генрі Стюарт Нокс, якому на той час було лише 8 років. Він став IV графом Ранфьорлі. Він теж помер молодим. 
Титул успадкував його молодший брат Ашер Джон Макс Нокс, що став V графом Ранфьорлі. Він служив в уряді Великої Британії в третій консервативній адміністрації лорда Солсбері. Він отримав посаду губернатора Нової Зеландії і володів нею в 1897 – 1904 роках. Крім цього він очолював клуб батьків учнів міста Деррі. Він отримав освіту в школі Харроу. Потім почав службу кадетом на борту військового корабля «Британія», але потім відмовившись від військово-морської кар’єри, вступив до Трініті-коледжу в Кембриджі у віці вісімнадцяти років. Він отримав титул графа (і кілька допоміжних титулів) у травні 1875 року, коли його старший брат загинув під час експедиції в Абіссінії. Його родина володіла великим заміським маєтком у Данганноні на південному сході графства Тірон в Ольстері з 1692 року. Він служив в уряді Великої Британії під керівництвом лорда Солсбері між 1895 і 1897 роками, а в 1897 році був посвячений у лицарі як кавалер-командор ордена Святого Михайла і Святого Георгія за його громадські заслуги. Він був призначений наступником графа Глазго на посаді губернатора Нової Зеландії 6 квітня 1897 року, вступивши на посаду 10 серпня. Він став почесним полковником 1-го Веллінгтонського батальйону (1898) і 1-го Південно-Кентерберійського стрілецького полку (1902). У червні 1901 року він отримав Великого хреста ордена Святого Михайла і Святого Георгія з нагоди візиту Великого герцога і герцогині Корнуольських і Йоркських (пізніше короля Георга V і королеви Марії) до Нової Зеландії. Його термін на посаді закінчився 19 червня 1904 року, він особисто передав посаду лорду Планкету. Після повернення до Англії він отримав посаду таємного радника Ірландії (1905). Потім на деякий час він повернувся на ферму в Мілдуру, Вікторія, Австралія. Але невдовзі він приділяв усе більше часу іншому своєму великому інтересу — Ордену Святого Іоанна Єрусалимського. У 1914 році він був лицарем правосуддя та реєстратором ордену в Лондоні, ставши (1915 – 1919) директором департаменту швидкої допомоги. У 1919 році французький уряд присвоїв йому звання офіцера ордена Почесного легіону за його заслуги в цій справі під час Першої світової війни. Після поділу Ірландії він став таємним радником у справах Північної Ірландії в 1923 році, а також виконував обов’язки заступника лейтенанта та мирового судді в рідному для своєї сім’ї графстві Тірон. Він продовжив співпрацю з орденом Святого Іоанна. Він помер 1 жовтня 1933 року у віці 77 років. Він одружився з Констанс Елізабет Колфейлд – єдиною дочкою Джеймса Альфреда Колфейлда – VII віконта Шарлемонт 10 лютого 1880 року. У них було четверо дітей: 
- Томас Ахтер Нокс (1882 – 1915) – віконт Нортленд
- Леді Аннет Агнес (1880 – 1886)
- Леді Констанс Гаррієт Стюарт (1885–1964)
- Леді Ейлін Мод Джуліана (1891–1972) Один із крихітних субантарктичних островів архіпелагу Баунті був названий на його честь: острів Ранфьорлі.

Титул успадкував його онук Томас Даніел Нокс, що став VI графом Ранфьорлі. Він був відомим як Ден Ранфьорлі. Був відомим своїми подвигами від час Другої світової війни. Служив губернатором Багамських островів в 1953 – 1956 роках. Його дружина Герміона – графиня Ранфьорлі стала відомою своїми спогадами про життя чоловіка та його діяльність під час війни. Вона написала книгу про чоловіка та про його камердинера Вітакера під назвою: «Війна з Вітакером: військові щоденника графині Ранфьорлі 1939 – 1945». Крім цього вона була відома внаслідок створення організації «Бук Ейд Інтернешнл» (Книжкова міжнародна допомога). У них була тільки одна дочка і не було синів. Він отримав освіту в Ітоні і Королівський військовий коледжі, Сендхерст. У 1936 році він був призначений до військового підрозділу «Шервуд Рейнджер Йоменрі». Він і його дружина познайомилися в 1937 році, коли він служив ад’ютантом лорда Гоурі - генерал-губернатора Австралії. Лорд Ранфьорлі обіймав цю посаду з 1936 по 1938 рік. Через два роки, коли обом було по 25 років, вони повернулися до Британії та одружилися. Згодом у них народилася донька Керолайн. Під час війни він служив в Палестині, потім в Єгипті. Його дружина прибула в Каїр в 1941 році. Він служив ад’ютантом генерал-лейтенанта Філіпа Німа. 6 квітня 1941 року потрапив в полон до ворога. Перебував в концтаборах для військовополонених в Італії, де тримався мужньо. Зробив спробу втекти з полону. З полону його звільнив генерал Ч’яппе в 1943 році. Воював у складі італійського партизанського загону. Потім на човні з ірландським сапером вони змогли морем дістатися до підрозділів англійської армії. Після війни працював в страховій компанії, потім служив губернатором Багамських островів. Заснував на Багамських островах бібліотеку. Після повернення в Англію займався тим, що поставляв книги в країни де їх не вистачало, займався землеробством в своєму маєтку в Бекінгемширі.  
Після смерті VІ графа титул успадкував його двоюрідний брат Джеральд Франкойн Нідгем Нокс, що став VII графом Ранфьорлі. Він був прапраправнуком Джона Нокса – третього сина І графа Ранфьорлі.  
На  сьогодні титулом володіє син VII графа Ранфьорлі – Едвард Джон Нокс, що став VIII графом Ранфьорлі.
Іншими відомими людьми з родини Нокс були:
- Вільям Нокс – молодший син ІІ графа Ранфьорлі – був депутатом парламенту від Данганнон. Титул граф Ранфьорлі був останнім графським титулом, що був створений в перстві Ірландії, що досі зберігся. Назва титулу походить від селища Ранфьорлі (гельською мовою Ранн Феорлінг - Rann Feòirling), що лежить в Ренфуширі на південному заході Шотландії.

Сімейними резиденціями графів Ранфьорлі був замок та маєток Данганнон, що в графстві Тірон в Ірландії. Цей замок був сімейним гніздом графів Ранфьорлі в 1692 – 1900 роках. Потім родинною резиденцією був будинок Малтінг-Чейс, що був побудований Тедом Куллінаном в 1960 році в Нейленді, що в графстві Суффолк.

## Віконти Нортленд (1791)
- Томас Нокс (1729 – 1818) – І віконт Нортленд
- Томас Нокс (1754 – 1840) – ІІ віконт Нортленд (у 1831 році нагороджений титулом граф Ранфьорлі)

## Графи Ранфьорлі (1831)
- Томас Нокс (1754 – 1840) – І граф Ранфьорлі
- Томас Нокс (1786 – 1858) – ІІ граф Ранфьорлі
- Томас Нокс (1816 – 1858) – ІІІ граф Ранфьорлі
- Томас Гранвіль Генрі Стюарт Нокс (1849 – 1875) – IV граф Ранфьорлі
- Ашер Джон Марк Нокс (1856 – 1933) – V граф Ранфьорлі
- Томас Деніел Нокс (1913 – 1988) – VI граф Ранфьорлі
- Джеральд Франсіс Нідем Нокс (1929 – 2018) – VII граф Ранфьорлі
- Едвард Джон Нокс (нар. 1957) – VIII граф Ранфьорлі

Спадкоємцем титулу є єдиний син VIII графа Ранфьорлі Адам Генрі Нокс – віконт Нортленд (нар. 1994) 